# Балашов, Василий Алексеевич
Васи́лий Алексе́евич Балашо́в (Бала́шев) (1782 — 17 февраля (1 марта) 1853) — русский архитектор XIX века; занимался почти исключительно церковными постройками.

## Биография
Происходил из обер-офицерских детей.
Обучался архитектуре в Московском университете. С 1798 года работал архитекторским помощником в Московской управе благочиния, с 1799 года — в Московской конторе городового строительства. В 1803—1812 служил в Московской управе благочиния, в 1813—1844 годах — в Комиссии о строении Москвы. В 1815 году получил звание архитектора, в 1818 году — звание назначенного в академики. В 1832 году принимал участие в составлении Альбома фасадов лучших московских зданий. В 1827—1828 годах работал на строительстве Храма Христа Спасителя на Воробьёвых горах по проекту Александра Витберга, 1829 году — на строительстве Триумфальных ворот по проекту Осипа Бове. В 1840 году проводил архитектурное освидетельствование строящегося по проекту Е. Д. Тюрина Богоявленского собора в Елохове.

## Работы
- Трапезная церкви Харитона Исповедника, что в Огородниках (1829—1832, Москва, Большой Харитоньевский переулок), не сохранилась[1][4];
- Перестройка церкви Иакова Зеведеева Апостола, что в Казённой слободе (1831, Москва, Яковоапостольский переулок, 6, стр. 1)[5];
- Придел Боголюбской иконы Божией Матери церкви Григория, епископа Неокесарийского, совместно с Н. И. Козловским и Ф. М. Шестаковым (1831—1834, Москва, Большая Полянка, 29а)[1][6];
- Трапезная церкви Адриана и Наталии, что в Мещанской слободе (1833, Москва, проспект Мира, сквер между домами № 11 и № 13), не сохранилась[1][7];
- Жилой флигель с торговыми помещениями городской усадьбы В. П. Разумовской — В. Д. Поповой — Еремеевых (1839, Маросейка, 2/15, стр. 1), объект культурного наследия регионального значения[8];
- Трапезная церкви Троицы Живоначальной на Шаболовке (1839—1840, Москва, Шаболовка, 21)[1][9];
- Богадельня Армянской церкви Воздвижения Креста (1842, Армянский переулок, 3/5, стр. 4), объект культурного наследия регионального значения[8]
- Жилой дом (1844, улица Сергия Радонежского, 13, стр. 1), объект культурного наследия регионального значения[8].